# Trifluorur de bor
El trifluorur de bor és un compost químic amb la fórmula BF₃. Aquest gas incolor tòxic forma fums blancs en l'aire humit. És un àcid de Lewis molt útil, i un bloc de construcció versàtil pels altres composts de bor.

## Estructura i enllaç
A diferència dels trihalogenurs d'alumini, els trihalogenurs de bor són tots monomèrics. Pateixen dimerització ràpida reversible, com ho indica l'alta velocitat de les reaccions d'intercanvi dels halògens:
BF₃ + BCl₃ → BF₂Cl + BCl₂F
A causa de la facilitat d'aquest procés d'intercanvi, els halogenurs barrejats no es poden obtenir en forma pura.
La geometria d'una molècula de BF₃ està descrita com trigonal plana. La simetria D3h és coherent amb la predicció de la teoria RPECV. Encara que mostra tres enllaços covalents polars, la molècula no té moment dipolar net en virtut de la seva alta simetria. Tot i que és isoelectrònic amb l'anió carbonat, el BF3 sol ser referit com "deficient en electrons", una descripció que està reforçada per la seva alta reactivitat exotèrmica cap a les bases de Lewis.
En els trihalogenurs de bor, BX3, la longitud dels enllaços B - F (1,30 Å) és més curt del que s'esperaria per als enllaços simples, i aquest escurçament pot indicar un
enllaç π B-X més fort en el fluorur. Una explicació fàcil involucra la superposició d'un orbital p en l'àtom de bor, amb la combinació dels tres orbitals p similars dels àtoms de fluor, el que està permès per la simetria.

## Síntesi
El BF₃ és fabricat per la reacció dels òxids de bor amb el fluorur d'hidrogen:
B₂O₃ + 6 HF → 2 BF₃ + 3 H₂O
Típicament, el HF és produït in situ a partir d'àcid sulfúric i fluorita (CaF₂).
A escala de laboratori, el BF₃ és produït per la descomposició tèrmica de sals de diazoni:
PhN₂BF₄ → PhF + BF₃ + N₂

## Acidesa de Lewis i reaccions relacionades
El fluorur de bor és un àcid de Lewis versàtil que forma Adductes amb bases de Lewis tals com l'anió fluorur i els èters:
CsF + BF₃ → CsBF₄
O(C₂H₅)₂ + BF₃ → BF₃O(C₂H₅)₂
Les sals tetrafluorurborat són emprades comunament com anió no coordinant. L'adducte amb l'èter dietílic, (BF₃·O(Et)₂, és un líquid i, conseqüentment, se li troba àmpliament com una font de laboratori de BF₃. Un altre adducte comú és l'adducte amb sulfur de dimetil (BF₃·S(Me)₂).

### Acidesa de Lewis comparativa
Els tres trihalogenurs de bor lleugers, BX₃ (X = F, Cl, Br) formen adductes estables amb bases de Lewis comuns. La seva acidesa relativa pot ser avaluada en termes de la exotermicitat relativa de les reaccions de formació de l'adducte. Tals mesures han revelat la següent seqüència per a l'acidesa de Lewis:
BF₃< BCl₃< BBr₃ (àcid de Lewis més fort)
Aquesta tendència és comunament atribuïda al grau d'enllaç π al trihalogenur de bor planar, que es perdria amb la piramidalització del la molècula de BX₃, que segueix la següent tendència:
BF₃ > BCl₃ > BBr₃ (més fàcilment piramidable)
No obstant això, el criteri per avaluar la força relativa de l'enllaç π no és clar.
Un dels suggeriments és que l'àtom de fluor és petit comparat amb l'àtom de iode, el parell electrònic lliure en l'orbital p del fluor és fàcilment donat en superposició amb l'orbital p buit del bor, a causa de la similitud de mida i simetria. Com a resultat, la retrodonació del fluor és més gran que la del iode
Una explicació alternativa seria que la baixa acidesa de Lewis del BF₃ és atribuïda a la feblesa relativa de l'enllaç en els adductes F₃B-L.

#### Hidròlisi
El trifluorur de bor reacciona amb l'aigua per produir àcid bòric i àcid fluorurbòric. La reacció comença amb la formació del H₂O-BF₃,que després perd HF per produir àcid fluorurbòric amb trifluorur de bor.
4 BF₃ + 3 H₂O → 3 HBF₄ + B(OH)₃
Els trihalurs superiors no pateixen reaccions anàlogues, possiblement a causa de la menor estabilitat dels ions tetraèdrics BX₄- (X = Cl, Br). A causa de l'alta acidesa de l'àcid fluorurbòric, l'anió fluorurborat pot ser usat per aïllar cations particularment electrofílics, com els ions diazoni, que d'una altra manera són difícils d'aïllar com sòlids.

## Maneig
El trifluorur de bor és corrosiu. Els metalls aptes per a equip de maneig de trifluorur de bor inclouen l'acer inoxidable, monel, i hastelloy. En presència d'humitat, corroeix a l'acer, incloent l'acer inoxidable. Reacciona amb poliamides. El politetrafluoroetilè, policlorotrifluoroetilè, fluorur de polivinilidè i polipropilè mostren resistència satisfactòria. El greix utilitzat en l'equipament hauria de ser basat en fluorocarboni, ja que el trifluorur de bor reacciona amb el greix basat en hidrocarburs.

## S'utilitza per
- aplicat com dopant en implantació de ions.
- dopant de tipus p per silici de creixement epitaxial.
- iniciador de reaccions de polimerització de composts insaturats. Exemples: polièters.
- com catalitzador en algunes reaccions d'isomerització, alquilació, esterificació, condensació, addició aldòlica de Mukaiyama, i altres reaccions.
- fet servir en detectors sensibles de neutrons en càmeres de ionització i en dispositius per monitorar els nivells de radiació a l'atmosfera de la terra.
- en fumigació.
- com un fluent per soldadura de magnesi.
- per preparar diborà